# Зенит-19

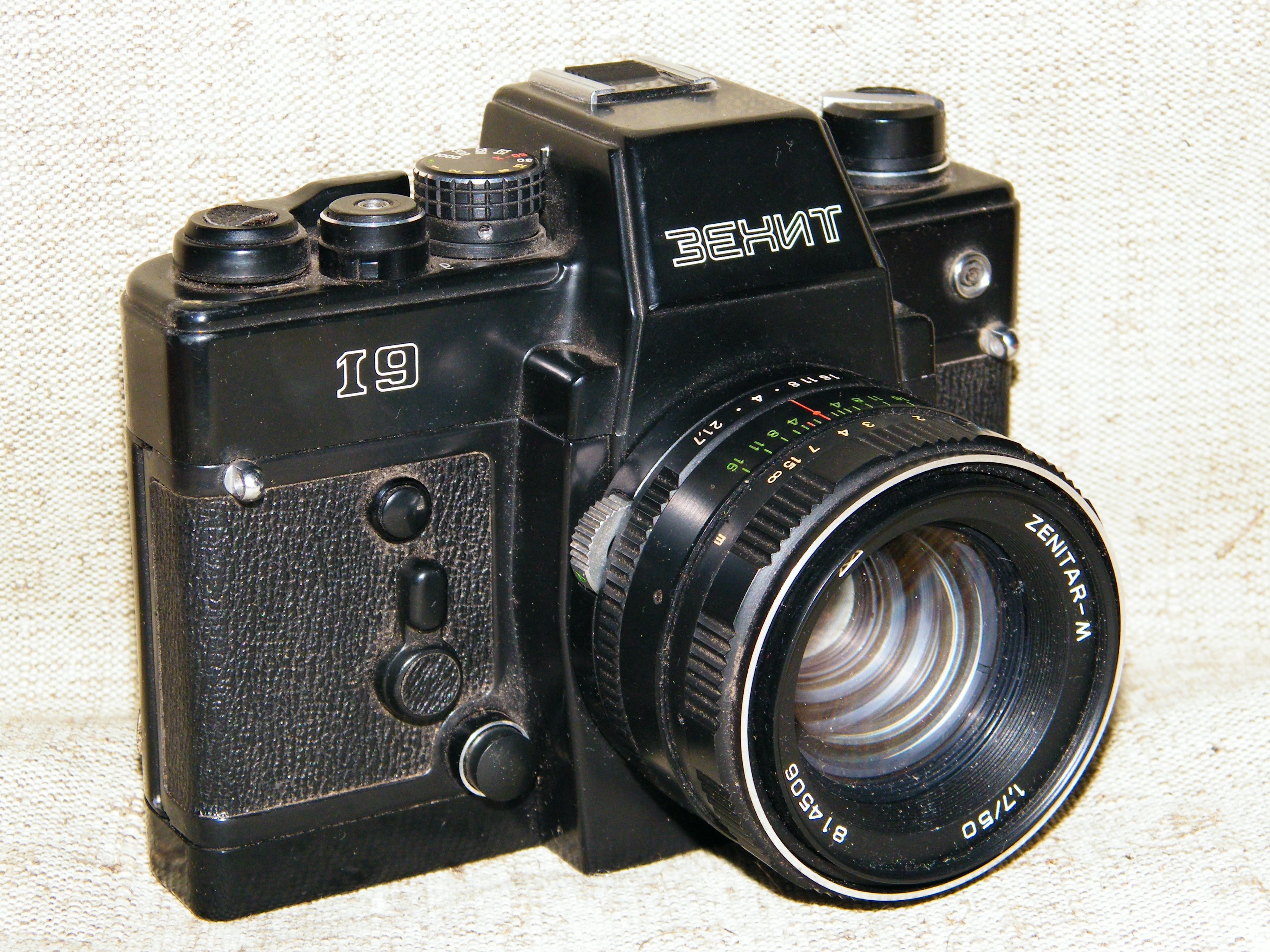
«Зенит-19» з об'єктивом «Зенитар-М».

Зени́т-19 — малоформатний однооб'єктивний дзеркальний фотоапарат радянського виробництва з напівавтоматичною установкою експозиції за допомогою заоб’єктивного TTL-експонометра. Розроблений та вироблявся на Красногорському механічному заводі (КМЗ). Випускався серійно в 1979—1987 рр. Випущений в кількості близько 120 тис екз.
Основною особливістю «Зеніту-19» є наявність ламельного щілинного затвора (складається з двох груп металевих ламелів), що забезпечує відпрацювання витримок від 1 с до 1/1000 с. Витримки в діапазоні 1-1/500 с відпрацьовуються електронною схемою управління, а 1/1000 с - механічна, що забезпечує високу стабільність і рівномірність експонування кадру. При відсутності елементів живлення витримки 1-1/500 с недоступні.

## Технічні характеристики
- Тип — однооб'єктивний дзеркальний фотоапарат з вбудованим TTL-експонометром і механізмом підйому дзеркала постійного візування.
- Тип застосовуваного фотоматеріалу — фотоплівка типу 135 в стандартних касетах. Розмір кадру 24 × 36 мм.
- Затвор —електромеханічний фокальний ламельно щілинний. Витримка затвора: від 1 до 1/1000 с і «ручна».
- Штатні об'єктиви —  — «Гелиос-44М» 2/58, «Гелиос-44М-4»  2/58, «Зенитар-М» 1,7/50
- Корпус - литий з алюмінієвого сплаву з задньою стінкою, що відкривається.
- Курковий заведення затвора і перемотка плівки. Зворотне перемотування плівки висувною головкою.
- Видошукач дзеркальний, з незмінною пентапризмою. Фокусувальний екран — лінза Френеля з мікрорастром та матове скло.
- TTL-експонометр з сірчано-кадмієвим фоторезистором. Стрілочний індикатор експонометра можна бачити в полі зору видошукача. Напівавтоматична установка експозиції на закритій до робочого значення діафрагмі.
- Механізм нажимної діафрагми з приводом від кнопки спуску.
- Кнопка репитера закриває діфрагму та включає експонометр.
- Кнопка відключення підмотки плівки для мультиекспозиції
- Тип кріплення об'єктива — різьбове з'єднання M42×1/45,5.
- Центральний Синхроконтакт та синхроконтакт «Х»
- Механічний автоспуск.
- Кнопка перевірки елементів живлення зі світодіодним індикатором
- Лічильник кадрів з автоматичним скидуванням після відкривання задньої кришки
- Різьба штативного гнізда 1/4 дюйма.